# Хікарі (Ямаґуті)
Хікарі (яп. 光市, ひかりし, хікарі сі ) — місто в Японії, у південно-східній частині префектури Ямаґуті. Засноване 1 квітня 1943 року шляхом злиття таких населених пунктів повіту Кумаґе:
- містечка Хікарі (光町)[2];
- містечка Муроцумі (室積町).

У 1955 і 2004 складовою частиною міста стали сусіднє село Суо та містечко Ямато.  
Хікарі було важливим портом на шляху з Кіото до острова Кюсю. До 1945 року тут розміщувалися заводи Імперського флоту Японії.
Вихідцем з Хікарі є перший прем'єр-міністр Японії Іто Хіробумі.